# Narn
El Narn (pel títol èlfic de Narn i Chîn Hurin o Narn i Hin Hurin segons les fonts, "La història dels fills d'en Hurin", en català) és una de les tres Grans Històries dels Dies de l'Antigor que relata el tràgic destí de l'heroi Turin Turàmbar i la seva germana Níenor Níniel, tots dos fills d'en Hurin Thàlion i na Morwen de Dor-lomin.

## Resum de la història
En Hurin Thàlion, de la Casa d'en Hàdor Capdaurat, es casà amb na Morwen Eledhwen, de la Casa d'en Bëor. Anaren a viure a les terres de més al nord: Dor-lomin. Allí tingueren un fill, en Turin i després n'Urwen Lalaith. Però Àngband va enviar una pesta (el Vent Maligne) i matà a n'Urwen. En Turin es posà molt trist. Però ben aviat va saber que la seva mare tornava a estar embarassada.
Poc temps després, en Hurin i el seu germà Huor van haver de marxar a la Batalla de les Llàgrimes Incomptables (Nirnaeth Arnoediad) en la host del rei Fingon (Rei Suprem dels Nóldor). Mórgoth Bàuglir, Senyor Fosc, vencé i matà el Rei. Feu presoner en Hurin i li va oferir la llibertat si li deia l'enclavament exacte de Góndolin (la Ciutat Oculta del rei Turgon, que encara oferia resistència). En Hurin s'hi negà i Mòrgoth llençà una maledicció sobre tota la seva parentel·la i el seu fat i el va asseure en un tron de pedra d'on no podia escapar.
Després de la Nirnaeth, en Brodda l'Orientalenc atacà Dor-lomin, se'n feu amo i senyor i n'esclavitzà la gent. Na Morwen, però, va fer fugir en Turin cap a Dòriath amb el rei Thíngol i na Mèlian. De camí es trobà un servent d'en Thíngol, en Béleg Arcferm, que el conduí fins a Ménegroth, les Mil Cavernes (el palau del Rei).
Els Reis de Dòriath acolliren amb grans honors en Turin i l'adoptaren com a fill i volgueren fer venir amb ells na Morwen. Ella no ho acceptà, però com a mostra de gratitud hi feu arribar l'Elm-Drac d'en Hàdor, que en Thíngol lliurà a en Turin. Quan fou més gran i fort marxà a lluitar contra l'Enemic d'Àngband.
Uns tres anys després en Turin tornà a les terres de Dòriath, on aleshores era envejat per en Sàeros (conseller del Rei). Aquest començà a insultar-lo i provocar-lo; s'entaulà una baralla entre els dos, en què en Sàeros volgué atacar en Turin a traïció per l'esquena i fou encalçat per en Turin pel bosc, fins que trobà la mort en relliscar i trencar-se el cap contra una pedra. En Turin, avisat per un servent, fugí de Dòriath pensant que en Thíngol el jutjaria i el condemnaria a mort.
Però el Rei va sentir el testimoni d'una donzella de la cort que havia vist com la mort d'en Sàeros havia havia estat accidental, i que era ell que havia provocat en Turin. En Thíngol l'absolgué i va manar en Béleg que sortís a buscar-lo.
En Turin, per la seva banda, arribà al cau dels Proscrits (a l'oest de les fronteres de Dòriath), capitanejats per en Fórweg i adoptà el nom de Nèithan (l'Agreujat). En una batussa en Nèithan matà Fórweg i es proclamà el capità.
Mentrestant els Orcs començaven a ocupar les Terres del Tèigling. En Béleg va trobar els Proscrits i en Nèithan. En Béleg li explicà que el Rei l'havia absolt i que podia tornar a Dòriath, on seria rebut amb tots els honors, en Nèithan s'hi negà per orgull i en Béleg va haver de marxar.
Temps després els Proscrits capturaren un Nan, en Mîm. Com a rescat en Mîm els portà al seu cau (Amon Rûdh) que estava molt ben situat estratègicament i podrien compartir.
Mentre durava el sojorn dels Proscrits a ca'n Mîm, tornà en Béleg i portà l'Elm-Drac a en Nèithan, pensant-se que així tornaria a Dòriath. Però, lluny d'això, en Nèithan decidí reunir un exèrcit i sortir a lluitar contra Àngband. L'exèrcit que va aplegar en Nèithan aviat es va convertir en una gran força que va fer recular l'Enemic i en Nèithan es convertí en el gran senyor de la zona d'Amon Rûdh. Es posà el sobrenom guerrer de Gòrthol i per això de la zona se'n digué Dor-Gúrthol. Però l'exèrcit es confià amb aquestes victòries i abaixà la guàrdia.
Un dia el fill d'en Mîm el Nan (Ibun) fou capturat per uns servents Mòrgoth i l'amenaça que el torturessin va fer que en Mîm revelés l'amagatall dels Proscrits.
L'ofensiva de l'exèrcit fosc començà de seguida i hi hagué una gran batalla que acabà amb la mort de tots els Proscrits excepte en Béleg, que no trobant el cos d'en Turin entre els morts sortí a buscar-lo seguint el rastre dels Orcs.
De camí es trobà en Gwíndor l'Elf, que havia escapat de les presons de Mòrgoth. Tots dos aconseguiren trobar-lo, una nit quan els Orcs i el mateix Turin dormien. Però quan en Béleg havia tallat les cadenes li relliscà l'espasa i va ferir el peu d'en Turin, que sobresalt es despertà i pensant-se que en Béleg era un Orc li prengué l'espasà i el matà. Esgarrifat en Turin veié qui havia mort i amargament li donà sepultura, però es quedà amb l'espasa d'en Béleg, l'Ànglachel. I amb en Gwíndor marxaren cap a Nargòthrond, la terra de l'Elf.
Arribaren a Nargòthrond i en Turin canvià el seu nom per Agarwaen («Tacat de sang»). De mica en mica n'Agarwaen s'anà guanyant el favor del rei N'Oròdreth i va esdevenir-ne el seu conseller. La filla del Rei, na Finduilas Faelevrin, per la qual n'Agarwaen sentia una gran amistat, s'enamorà d'ell i li canvià de nou el nom i li posà Thurin («el Secret»). En Gwíndor estimava na Finduilias i estava gelós d'en Thurin. Disposat a fer-li mal revelà la seva veritable identitat a la filla del Rei i ella demanà explicacions a en Turin sobre per què l'havia enganyat. Ell s'enfadà amb en Gwíndor i restaren enemistats.
Per aquell temps, na Morwen i la seva filla, na Níenor, anaren a Dòriath amb l'esperança de veure-hi el seu fill, però no se'n tenien noves i es quedaren allí molt de temps.
Cinc anys després de l'arribada d'en Turin a Nargòthrond, el Glàurung, el Gran Drac d'Àngband, avançava cap allà amb una gran host d'Orcs. L'exèrcit de Nargòthrond sortí al seu encontre i s'entaulà una batallà que acabà amb la victòria del Glàurung. En Turin decidí tornar cap a la ciutat a salvar na Finduilias del saqueig que els Orcs hi feien, però de camí s'hi trobà el Glàurung, que sota un encanteri que li llancà, va instar-lo perquè deixés na Finduilias i tornés a Dor-lomin a buscar la seva mare i la seva germana, que l'esperaven.
En Turin ho va fer així, però quan va arribar a Dor-lomin es trobà que en Brodda, l'Orientalenc, continuava sent l'amo i senyor de la terra i que sa mare i sa germana havien fugit. Ell, adonant-se de l'engany del Glàurung, matà Brodda i tots els Orientalencs i alliberà el poble de Dor-lomin. Aleshores marxà cap a Nàrgothrond un altre cop per trobar na Finduilias.
De camí, a Amon Obel, es trobà una lluita entre els Homes d'allà i una banda d'Orcs. En Turin els ajudà i matà tots els Orcs. Els va demanar noves de na Finduilias, ells li digueren que havia estat morta per l'Enemic i el portaren al seu sepulcre. Turin quedà paralitzat de tristesa i els Homes es pensaren que havia mort. El van portar davant el governador de Brethil, en Bràndir el Coix. Quan el veié es va adonar de seguida que no era mort i el guarí. Quan es despertà es va quedar a viure entre els Homes de Brethil i es feu dir Turàmbar i va estar molt temps sense sortir a lluitar.
Na Morwen, a Mènegroth, farta d'esperar, marxà a cercar en Turin ella sola. Però En Thíngol hi envià una petita companyia d'Elfs per protegir-la secretament i també s'hi uní d'amagat na Níenor. Na Morwen va descobrir que la seguien i no tingué més remei que deixar-se protegir. Portaren mare i filla a Amon Ethir, prop de Nàrgothrond, perquè sabien que en Turin havia lluitat allà.
Allà els va atacar el Glàurung i tota la companyia es va dispersar, na Morwen es perdé per sempre i na Níenor es trobà tota sola al cim del turó amb el Glàurung, que la sotmeté a un encanteri i es quedà desmaiada allà. El cap de la compayia, Màblung, va tornar a Amon Ethir i hi va trobar na Níenor inconscient i la portà cap a Dòriath, junt amb tres soldats més. De camí foren víctimes d'un atac d'Orcs i na Níenor començà a córrer sense parar i es va perdre.
Va ser trobada al bosc per uns quants Homes de Brethil, entre ells en Turàmbar. Ell la cuidà i la va batejar amb el nom de Níniel, ja que havia perdut del tot la memòria. Temps després en Turàmbar i na Níniel es van casar.
Però el poder de l'Enemic creixia i el Glàurung emprengué el camí cap a Brethil per matar en Turàmbar. I en Turàmbar i dos homes més (Dorlas i Húntor) sortiren per anar a matar-lo. Na Níniel, que no es resignava a esperar en Turàmbar, va sortir cap a l'indret on es dirigia junt amb altres dones. I poc més tard en Bràndir de Brethil, que estimava na Níniel i envejava en Turàmbar, sortí a cercar-la i renuncià al seu senyoriu.
En Turàmbar, hagué d'enfrontar-se tot sol al Drac (ja que en Dorlas els havia abandonat com un covard i en Húntor havia mort), però va poder clavar la seva espasa Ànglachel al ventre del Drac i el matà, però es va esquitxar la mà de sang i quedà inconscient i enverinat al seu costat.
Amb aquestes, que na Níniel trobà en Turàmbar al costat del Drac i es va pensar que era mort. El Glàurung, que encara li quedava un sospir, parlà a na Níniel i li explicà la veritat sobre en Turàmbar i li revelà el seu nom. A l'instant na Níenor sortí de l'encanteri i ho recordà tot amb tal esglai que es llançà a les aigües del riu Tèiglin.
En Bràndir, que ho havia vist tot, sortí cap a Brethil disposat a anunciar les tres morts (en Turin, na Níenor i el Glàurung). De camí es trobà en Dorlas, el que havia abandonat, i el matà per covard. Quan va arribar a Brethil els explicà les noves tal com ell les tenia enteses i revelà la veritable identitat de tots dos germans. Però de sobte arribà en Turin i veié que en Bràndir havia dit a tothom quin era el seu nom veritable i quan li explicaren que na Níniel era la seva germana, en Turin s'irà contra en Bràndir de tal manera que el matà per mentider.
Fugí pels boscos com un salvatge i al cap de poc es trobà la companyia d'en Màblung que encara buscaven na Morwen i na Níenor. Turin de seguida va veure que qui tenia raó era en Bràndir i es clavà l'Ànglachel.